# Meistaradeild w piłce siatkowej mężczyzn (2020/2021)
Meistaradeild 2020/2021 − 53. sezon mistrzostw Wysp Owczych w piłce siatkowej zorganizowany przez Związek Piłki Siatkowej Wysp Owczych (Flogbóltssamband Føroya, FBF). Zainaugurowany został 9 października 2020 roku.
Rozgrywki składały się z fazy zasadniczej, w której uczestniczyły 4 zespoły oraz finału granego w formie dwumeczu.
Mecze finałowe odbyły się w dniach 1 i 3 kwietnia 2021 roku w Stórhøllin á Hálsi w Thorshavn. Grały w nich kluby Mjølnir i ÍF. Po raz jedenasty mistrzem Wysp Owczych został Mjølnir. MVP drugiego meczu finałowego wybrani zostali Cristian Imhoff oraz Bjarni Larsen.
W sezonie 2020/2021 żaden klub z Wysp Owczych nie występował w europejskich pucharach.

## System rozgrywek
W fazie zasadniczej 4 drużyny rozgrywają ze sobą po sześć spotkań systemem mecz u siebie i rewanż na wyjeździe. Dwie najlepsze drużyny uzyskują awans do finału.
Finał grany jest w postaci dwumeczu. Jeżeli obie drużyny wygrają po jednym spotkaniu, o mistrzostwie decyduje tzw. złoty set grany do 15 punktów z dwoma punktami przewagi jednej z drużyn.

## Drużyny uczestniczące
| | Meistaradeild 2020/2021 |   |
| --- | ----------------------- | - |
| MJØ | Mjølnir                 | 1 |
| SÍ | SÍ                      | 2 |
| FLE | Fleyr                   | 3 |
| ÍF | ÍF                      | 4 |
| Oznaczenia: - kolumna pierwsza – skróty nazw drużyn wpisane na mapie (jeśli ta została zamieszczona), - kolumna trzecia – miejsce zajęte przez daną drużynę w poprzednim sezonie. |                         |   |

## Hale sportowe
| Klub    | Hala sportowa             | Miejscowość |
| ------- | ------------------------- | ----------- |
| Fleyr   | Stórhøllin á Hálsi        | Thorshavn   |
| ÍF      | Ítróttar- & samkomuhøllin | Kambsdalur  |
| Mjølnir | Badmintonhøllin           | Klaksvík    |
| SÍ      | Sørvágs skúli             | Sørvágur    |

## Faza zasadnicza

### Tabela wyników
| Gospodarz \ Gość1 | MJØ | SÍ  | FLE | ÍF  |
| ----------------- | --- | --- | --- | --- |
| Mjølnir           | -   | 3:1 | 3:1 | 3:2 |
| SÍ                | 1:3 | -   | 1:3 | 1:3 |
| Fleyr             | 0:3 | 3:0 | -   | 1:3 |
| ÍF                | 3:1 | 3:1 | 3:2 | -   |

| Gospodarz \ Gość1 | MJØ | SÍ  | FLE | ÍF  |
| ----------------- | --- | --- | --- | --- |
| Mjølnir           | -   | 3:1 | 3:1 | 3:0 |
| SÍ                | 1:3 | -   | 0:3 | 0:3 |
| Fleyr             | 0:3 | 1:3 | -   | 0:3 |
| ÍF                | 3:1 | 3:0 | 3:2 | -   |

Runda 3
| Gospodarz \ Gość1 | MJØ | SÍ  | FLE | ÍF  |
| ----------------- | --- | --- | --- | --- |
| Mjølnir           | -   | 3:1 | 3:1 | 3:1 |
| SÍ                | 0:3 | -   | 2:3 | 1:3 |
| Fleyr             | 2:3 | 3:0 | -   | 0:3 |
| ÍF                | 1:3 | 3:0 | 3:0 | -   |

### Terminarz i wyniki spotkań
| Data       | Godz. | Gospodarz | Rezultat                                | Gość    |
| ---------- | ----- | --------- | --------------------------------------- | ------- |
| RUNDA 1    |       |           |                                         |         |
| 09.10.2020 | 19:00 | Fleyr     | 3:0 (25:22, 25:19, 25:22)               | SÍ      |
| 14.10.2020 | 19:00 | Mjølnir   | 3:2 (25:16, 25:27, 21:25, 29:27, 15:7)  | ÍF      |
| 17.10.2020 | 18:00 | SÍ        | 1:3 (25:19, 23:25, 24:26, 22:25)        | Mjølnir |
| 18.10.2020 | 13:00 | ÍF        | 3:2 (23:25, 25:17, 19:25, 25:17, 15:6)  | Fleyr   |
| 20.10.2020 | 20:00 | Fleyr     | 0:3 (20:25, 24:26, 28:30)               | Mjølnir |
| 23.10.2020 | 19:00 | ÍF        | 3:1 (25:21, 25:18, 24:26, 29:27)        | SÍ      |
| 25.10.2020 | 15:00 | SÍ        | 1:3 (25:21, 18:25, 23:25, 19:25)        | Fleyr   |
| 25.10.2020 | 15:00 | ÍF        | 3:1 (18:25, 25:22, 25:23, 25:20)        | Mjølnir |
| 31.10.2020 | 16:00 | Fleyr     | 1:3 (20:25, 25:22, 22:25, 13:25)        | ÍF      |
| 01.11.2020 | 13:00 | Mjølnir   | 3:1 (25:13, 21:25, 25:16, 25:22)        | SÍ      |
| 07.11.2020 | 15:00 | Mjølnir   | 3:1 (25:12, 25:16, 25:27, 25:22)        | Fleyr   |
| 08.11.2020 | 15:00 | SÍ        | 1:3 (23:25, 25:22, 21:25, 20:25)        | ÍF      |
| RUNDA 2    |       |           |                                         |         |
| 12.11.2020 | 19:00 | Fleyr     | 0:3 (18:25, 18:25, 18:25)               | ÍF      |
| 11.11.2020 | 19:00 | Mjølnir   | 3:1 (23:25, 25:14, 25:18, 25:15)        | SÍ      |
| 14.11.2020 | 16:00 | SÍ        | 0:3 (23:25, 17:25, 22:25)               | Fleyr   |
| 15.11.2020 | 14:00 | ÍF        | 3:1 (25:23, 20:25, 25:18, 25:19)        | Mjølnir |
| 26.11.2020 | 18:00 | SÍ        | 1:3 (23:25, 21:25, 26:24, 21:25)        | Mjølnir |
| 28.11.2020 | 14:00 | ÍF        | 3:2 (23:25, 25:22, 15:25, 25:15, 15:10) | Fleyr   |
| 30.11.2020 | 18:45 | ÍF        | 3:0 (25:18, 25:22, 25:23)               | SÍ      |
| 01.12.2020 | 19:00 | Fleyr     | 0:3 (11:25, 21:25, 14:25)               | Mjølnir |
| 05.12.2020 | 14:00 | SÍ        | 0:3 (19:25, 15:25, 18:25)               | ÍF      |
| 09.12.2020 | 19:30 | Mjølnir   | 3:1 (25:20, 26:24, 23:25, 25:22)        | Fleyr   |
| 12.12.2020 | 15:00 | Fleyr     | 1:3 (29:31, 18:25, 25:20, 20:25)        | SÍ      |
| 13.12.2020 | 15:00 | Mjølnir   | 3:0 (25:10, 25:12, 25:18)               | ÍF      |
| RUNDA 3    |       |           |                                         |         |
| 02.01.2021 | 16:00 | SÍ        | 0:3 (12:25, 23:25, 20:25)               | Mjølnir |
| 03.01.2021 | 15:00 | ÍF        | 3:0 (25:18, 25:18, 26:24)               | Fleyr   |
| 06.02.2021 | 16:00 | Mjølnir   | 3:1 (25:18, 26:24, 23:25, 26:24)        | ÍF      |
| 07.02.2021 | 15:00 | Fleyr     | 3:0 (25:15, 25:20, 25:16)               | SÍ      |
| 21.02.2021 | 15:00 | ÍF        | 3:0 (25:10, 28:26, 25:18)               | SÍ      |
| 23.02.2021 | 19:00 | Fleyr     | 2:3 (29:31, 26:24, 11:25, 25:17, 8:15)  | Mjølnir |
| 06.03.2021 | 16:00 | SÍ        | 2:3 (18:25, 25:18, 21:25, 25:22, 11:15) | Fleyr   |
| 07.03.2021 | 15:00 | ÍF        | 1:3 (20:25, 25:22, 14:25, 20:25)        | Mjølnir |
| 13.03.2021 | 18:00 | Mjølnir   | 3:1 (25:18, 25:15, 25:27, 25:10)        | SÍ      |
| 14.03.2021 | 17:00 | Fleyr     | 0:3 (24:26, 21:25, 21:25)               | ÍF      |
| 19.03.2021 | 19:00 | SÍ        | 1:3 (23:25, 10:25, 25:23, 31:33)        | ÍF      |
| 21.03.2021 | 15:00 | Mjølnir   | 3:1 (25:18, 22:25, 25:22, 25:21)        | Fleyr   |

### Tabela
| Lp. | Drużyna | Pkt | Mecze | Mecze | Mecze | Rodzaj wyniku | Rodzaj wyniku | Rodzaj wyniku | Rodzaj wyniku | Rodzaj wyniku | Rodzaj wyniku | Sety | Sety | Sety | Małe punkty | Małe punkty | Małe punkty |
| Lp. | Drużyna | Pkt | M     | W     | P     | 3:0           | 3:1           | 3:2           | 2:3           | 1:3           | 0:3           | wyg. | prz. | +/–  | zdob.       | str.        | +/–         |
| --- | ------- | --- | ----- | ----- | ----- | ------------- | ------------- | ------------- | ------------- | ------------- | ------------- | ---- | ---- | ---- | ----------- | ----------- | ----------- |
| 1   | Mjølnir | 46  | 18    | 16    | 2     | 4             | 10            | 2             | 0             | 2             | 0             | 50   | 20   | +30  | 1689        | 1429        | +260        |
| 2   | ÍF      | 41  | 18    | 14    | 4     | 6             | 6             | 2             | 1             | 2             | 1             | 46   | 22   | +24  | 1568        | 1448        | +120        |
| 3   | Fleyr   | 17  | 18    | 5     | 13    | 3             | 1             | 1             | 3             | 5             | 5             | 26   | 42   | −16  | 1436        | 1560        | −124        |
| 4   | SÍ      | 4   | 18    | 1     | 17    | 0             | 1             | 0             | 1             | 9             | 7             | 14   | 52   | −38  | 1359        | 1615        | −256        |

Źródło: FBF (far.)
Punktacja: 3:0 i 3:1 – 3 pkt; 3:2 – 2 pkt; 2:3 – 1 pkt; 1:3 i 0:3 – 0 pkt
Zasady ustalania kolejności: 1. liczba punktów; 2. bilans setów; 3. bilans małych punktów; 4. bilans w bezpośrednich meczach
     Finał

## Finał
| Data        | Godz.       | Gospodarz   | Rezultat                                | Gość    |
| ----------- | ----------- | ----------- | --------------------------------------- | ------- |
| Mjølnir (1) | Mjølnir (1) | Mjølnir (1) | 1 – 1                                   | (2) ÍF  |
| 01.04.2021  | 18:00       | ÍF          | 1:3 (14:25, 22:25, 26:24, 21:25)        | Mjølnir |
| 03.04.2021  | 18:00       | Mjølnir     | 2:3 (25:21, 14:25, 23:25, 25:19, 17:19) | ÍF      |
| —           | —           | Mjølnir     | złoty set: 15:11                        | ÍF      |

## Klasyfikacja końcowa
| Poz. | Drużyna |
| ---- | ------- |
| 1.   | Mjølnir |
| 2.   | ÍF      |
| 3.   | Fleyr   |
| 4.   | SÍ      |